# Ry Tanindrazanay Malala ô
Ry Tanindrazanay malala ô ist die Nationalhymne von Madagaskar.
Die Musik wurde 1958 von Norbert Raharisoa (1914–1963), einem Pianisten, Musiklehrer und Professor aus der Hauptstadt Antananarivo komponiert. Den Text schrieb der protestantische Pfarrer Pasteur Rahajason (1897–1971). Das madagassische Parlament erklärte per Dekret vom 27. April 1959 offiziell das Werk zur Nationalhymne.

## Madagassischer Text
1. Strophe:
Ry Tanindrazanay malala ô

Ry Madagasikara soa.

Ny fitiavanay anao tsy miala,

Fa ho anao, ho anao doria tokoa.
Refrain:
Tahionao ry Zanahary

'Ty Nosindrazanay ity

Hiadana sy ho finaritra

He! sambatra tokoa izahay.
2. Strophe
Ry Tanindrazanay malala ô

Irinay mba hanompoan'anao

Ny tena sy fo fanahy anananay

'Zay saro-bidy sy mendrika tokoa.
3. Strophe
Ry Tanindrazanay malala ô

Irinay mba hitahian' anao,

Ka Ilay Nahary 'zao tontolo izao

No fototra ijoroan'ny satanao.

## Deutsche Übersetzung
1. Strophe:
Oh du geliebtes Land unserer Vorfahren

Oh du schönes Madagaskar

Unsere Liebe zu dir wird nicht schwinden

Sondern für dich immer bestehen.
Refrain:
Du Schöpfergott, segne

Diese Insel unserer Vorfahren.

Sie wird Friede und Freude kennen,

Damit wir in vollkommenem Glück leben.
2. Strophe:
Oh du geliebtes Land unserer Vorfahren

Wir wollen uns in deinen Dienst stellen.

Unsere Liebe, Herzen und Seelen,

Was wir Kostbares und Würdiges haben.
3. Strophe:
Oh du geliebtes Land unserer Vorfahren

Gesegnet seist du,

Damit der Schöpfer der Welt

Die Basis deines Verhaltens sei.